# Robert Scott Lauder
Robert Scott Lauder (ur. 25 czerwca 1803 w Silvermills (Edynburg), zm. 21 kwietnia 1869) – szkocki malarz wiktoriański.

## Życiorys
Robert Scott Lauder urodził się w Silvermills House, w rodzinie senatora Johna Laudera (zm. 1838) i jego żony Helen Tait (zm. 1850). Po ukończeniu Royal High School wyjechał do swojego brata Williama do Londynu. Powrócił do Edynburga około 1826 roku. Od 1829 roku członek Royal Scottish Academy. Po ślubie z Isabellą Ramsay Thomson w 1833, wyjeżdżał wielokrotnie za granicę wraz z młodszym bratem, również artystą malarzem Jamesem Eckfordem Lauderem.
Robert Scott Lauder studiował kilka lat w Rzymie, Florencji, Bolonii, Wenecji i Monachium. Od roku 1839 mieszkał w Londynie. W tym czasie jego prace były wystawiane w Royal Academy oraz w Westminster Hall w 1847, (Christ walking on the Sea – obraz zakupiony przez Lady Angele Burdett-Coutts, pierwszą baronową Burdett-Coutts). Po powrocie do Edynburga, od roku 1852, stał na czele Trustees Academy, wprowadzając nowe techniki nauczania, stał się jednym z bardziej znanych i cenionych mistrzów malarstwa tamtych czasów. Zasłynął jako malarz scen historycznych, biblijnych i portretów. Ostatnie lata życia spędził sparaliżowany w Edynburgu. Zmarł w 1869 roku.

## Wybrane dzieła
Dzieła główne:

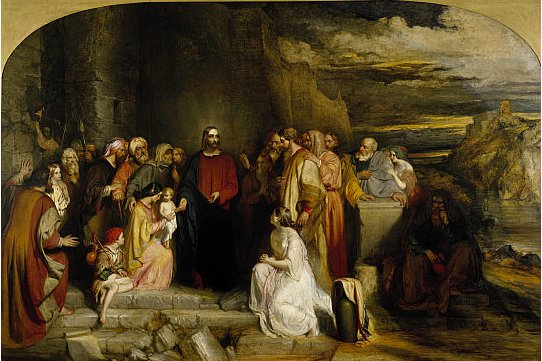
Chrystus uczący pokory – Robert Scott Lauder

- Scena z Narzeczonej z Lammermoor, (1839)
- The Trial of Effie Deans, (1840)
- Meg Merrilies, (1842)
- Hannah presenting Samuel to Eli, (1845)
- Mother and Child, (1848)
- Sentinels
- Christ Teacheth Humility, (1847)
- John Gibson Lockhart,
- Reverend John Thomson of Duddingstone,
- William Simson, R.S.A.
- Hagar & Ishmael (Bible), (1840)

Inne obrazy:
- Italian Goatherds entertaining a brother of the Santissima Trinita, (1843)
- Ruth "so she gleaned in the field until even", (1845)
- The Gow Chrom Reluctantly Conducting the Glee Maiden to a Place of Safety, (1846)
- Christ and the Woman Taken in Adultery

Inne portrety:
- Sir Archibald Alison,
- Thomas Duncan
- John Henning
- Elizabeth Lauder, Mrs.William Paterson, with her daughter Janet
- Henry Lauder (the artist’s brother) (ok. 1825-1827.)
- Sir Thomas Dick Lauder
- Robert Scott Lauder (autoportret)
- John Gibson Lockhart, with Charlotte Scott
- David Roberts (1840)
- David Scott
- Sir John Steell
- Thomas Thomson

## Literatura dodatkowa
- Bryan’s Dictionary of Painters and Engravers, edited by George C.Williamson, London 1927, (5 volumes).
- The Edinburgh Academy Register, Edinburgh, 1914.
- Testaments of John Lauder of Silvermills & Helen Tait, in the National Archives of Scotland.